# Прибайкальський національний парк
Прибайкальський національний парк (рос. Прибайкальский национальный парк) — природоохоронна територія на сході  Росії на південно-західному березі озера Байкал. Прибайкальський національний парк утворений постановою Уряду РРФСР від 3 лютого 1986 року № 71 з метою збереження унікальних природних комплексів озера Байкал, використання їх в природоохоронних, рекреаційних, просвітницьких та наукових цілях. Разом з чотирма іншими федеральними заповідними зонами, що знаходяться в Байкальській улоговині, він входить до складу ділянки Світової природної спадщини ЮНЕСКО «Озеро Байкал», зберігаючи найбільшу по протяжності ділянку байкальского берега.

## Географія
Національний парк розташований на території трьох адміністративних районів Іркутської області: Слюдянського, Іркутського і Ольхонського. Межа парку охоплює територію по західному узбережжю озера Байкал від селища Култук до річки Хейр, включаючи цілком територію острова Ольхон. Загальна площа парку становить 418 тис. га. Ліс займає площу 282,4 тис. га (92,3 %).

## Рельєф
Територія парку в геоморфологічному відношенні розташована в межах суходільних ділянок дна Байкальської западини, на її північно-західних схилах, частково включаючи вододільні ділянки оточуючих хребтів.
Головною індивідуальною особливістю рельєфу цієї території є його зв'язок з процесами рифтогенезу. Для нього характерне переважання негативних форм, підпорядкування орографічного плану не гірським хребтам, а западинам.
Велику частину території парку займає Приморський хребет, що простягнувся від поселення Култук до Анайських гольців на вододілі річок Кочерікова та Анай, де він зчленовується з Байкальським хребтом.
Максимальних позначок (1707 м над рівнем моря) досягають гори в Анайських гольцах. В районі Байкало-Ленського вододілу на ділянці Зундук-Онгурен висоти сягають 1542—1558 м. Найвища точка острова Ольхон — гора Іжимей має позначку 1274 м над рівнем моря.

## Клімат
Клімат має риси континентального типу, відрізняється значною різноманітністю. На клімат дуже впливає водна маса Байкалу. Середньорічна температура в парку близька до 0 °С градусів, при цьому середня температура січня — до -18 °С, липня — до + 15 °С. Абсолютний максимум температур + 28-29 °С, мінімум — 32-33 °С.
Найбільша кількість опадів припадає на період з квітня по жовтень. Річна сума опадів у південній частині парку — близько 500—600 мм, мінімальна — на Ольхоні -150-200 мм.

## Рослинний світ
На території національного парку добре виражені всі характерні для Сибіру висотні пояси рослинності: гірські тундри і альпійські луки, підгольцеві стланники і рідколісся, темнохвойні і світлохвойні ліси, степ. Розподіл рослинного покриву підпорядкований закономірностям висотної поясності. Переважною є рослинність, властива континентальному типу поясності.
Список флори парку в даний час включає 1385 видів судинних рослин, з них 100 занесені до Червоної книги Іркутської області, 16 — в Червону книгу РФ. Серед рідкісних рослин парку 22 види — релікти різного віку. Ендемічних рослин налічується 20 видів. Найбільшу цікавість представляють вузько локалізовані ендеміки острова Ольхон.
Флора мохоподібних і водоростей дуже багата. Різноманітні лишайники і гриби. В даний час на території Прибайкальського національного парку виявлено: 91 вид аерофільних водоростей, 339 видів мохоподібних (в тому числі печіночники — 60 видів, листостеблові мохи — 279 видів), а також 676 видів лишайників, 62 види грибів-мікроміцетів, 593 види грибів-макроміцетів.

## Тваринний світ
Фауна південно-західного і західного Прибайкалля відрізняється винятковою своєрідністю, в чималому ступені обумовленою тим, що значна частина видів мешкає поблизу меж своїх ареалів.

### Ссавці
Фауна ссавців парку налічує 63 види. Висока чисельність копитних (благородний олень, козуля, кабан, кабарга, лось, північний олень). У національному парку знаходяться важливі зимові зони місцеперебування цих тварин. Кабан на західному узбережжі Байкалу мешкає тільки в південних лісництвах Прибайкальського національного парку. Багато представлені хижі звірі (соболь, колонок, горностай, ласка, степовий тхір, норка, борсук, росомаха, видра, вовк, лисиця, ведмідь, рись).

### Орнітофауна
Список птахів національного парку включає понад 300 видів, з них 174 — гніздяться, 37 — ймовірно гніздяться, 34 — пролітні, більше 50 — залітні, 8 — прилітають на зимівлю. З них до Червоної книги Міжнародного союзу охорони природи включені 11 видів птахів, в Червону книгу птахів Росії — 15, в Червону книгу Іркутської області — 22. Живою емблемою Прибайкальського національного парку можна вважати орла. Тут зустрічаються 7 видів орлів і орланів, особливу цінність представляє унікальне гніздове угруповання орла-могильника. Беркут гніздиться в більшості лісництв, з найбільшою щільністю на о. Ольхон. Балобан на Байкалі гніздиться тільки в межах Прибайкальського національного парку.
Через національний парк (південно-західне узбережжя Байкалу) проходить траса осіннього прольоту чорного лелеки. Бородата куріпка на Байкалі мешкає тільки в національному парку.

### Інші
У річках і озерах парку мешкає 25 видів риб. Найбільшу цінність представляють таймень, ленок, чорний харіус. Герпетофауна парку налічує 4 види земноводних і 5 видів рептилій.
У Червону книгу Міжнародного союзу охорони природи внесено 14 видів птахів (орлан-білохвіст, могильник, журавель чорний, дрохва та ін.). З хребетних тварин, занесених до Червоної книги Росії — ще 17 видів птахів (чорний лелека, беркут, пугач тощо), А також 1 вид ссавців — сніговий барс. До Червоної книги Іркутської області включені 23 регіонально рідкісних видів птахів парку, в тому числі огар, чубатий осоїд, довгопалий пісочник тощо, А також 2 види риб (таймень, ленок), 5 видів ссавців (4 види кажанів і полівка ольхонська), 1 вид земноводних (жаба монгольська) і 1 вид плазунів (полоз візерунчастий).